# Japanska tronföljden
Den japanska tronföljden är en lista över de personer som kan bli kejsare av Japan.

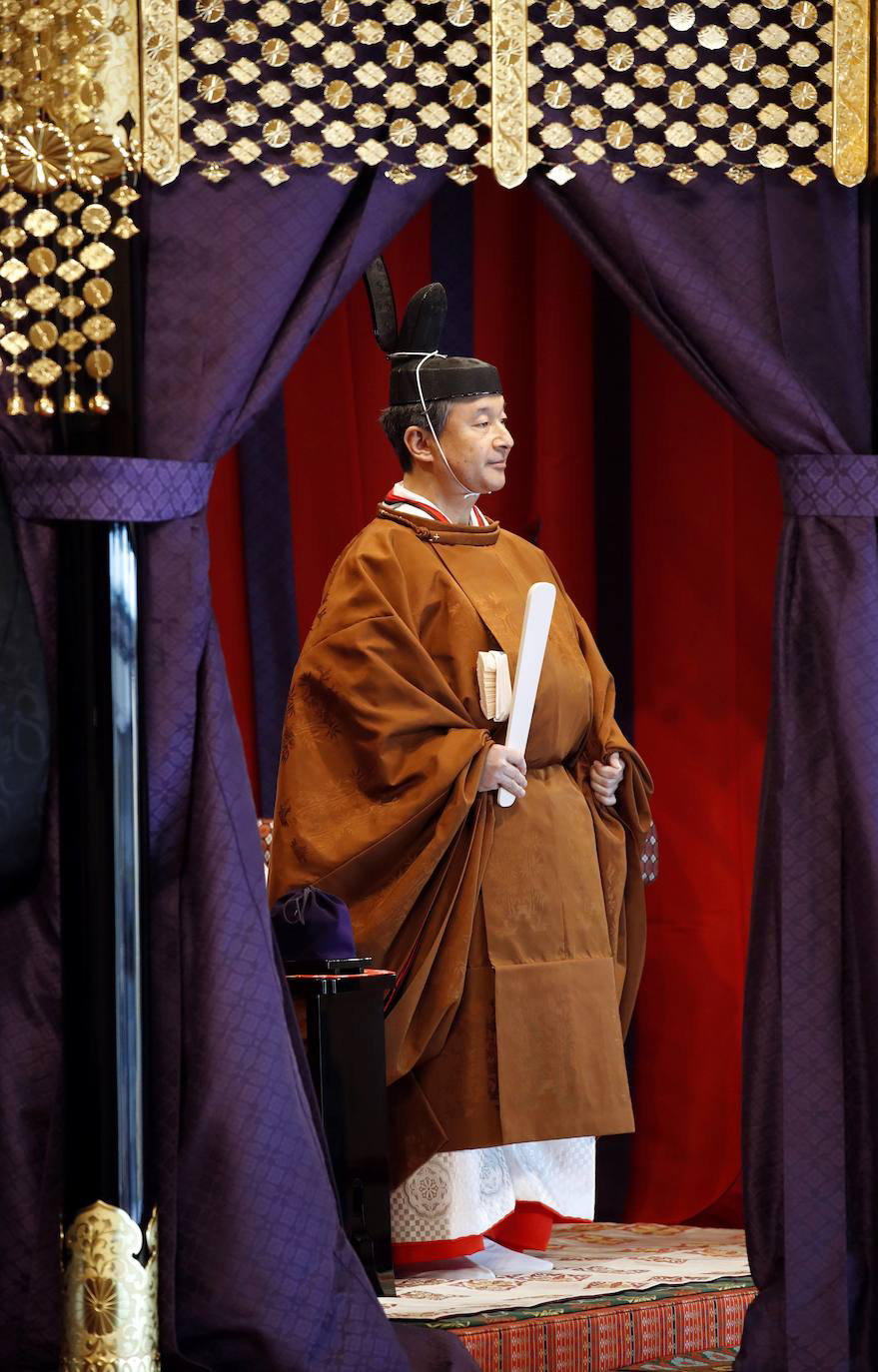
Nuvarande Kejsare Naruhito vid sin kröning 2019.

Den nuvarande arvsföljden till den japanska tronen:
1. Akishino, född 1965, den nuvarande kejsarens yngre bror
2. Hisahito av Akishino, född 2006, prins Akishinos son
3. Hitachi, född 1935, den förre kejsarens yngre bror, son till Hirohito

Kejsare Naruhito har en dotter (Aiko) och prins Akishino har två döttrar (Mako och Kako) och en son (Hisahito). Kejsarens farbror, prins Hitachi, är barnlös.
Prins Mikasa (förre kejsarens farbror) avled 2016. Av prins Mikasas tre söner, har prins Tomohito av Mikasa två döttrar (Akiko och Yōko), prins Katsura är barnlös och den framlidne prins Takamado hade tre döttrar (Tsuguko, Noriko och Ayako).
Den kejserliga familjen kan komma att dö ut efter den sista manlig arvingens död, eftersom en arvinge måste härstamma från kejsaren på svärdssidan. När prins Hisahito föddes 2006 var han den första pojken i den kejserliga familjen på 41 år, vilket tillfälligt avvärjde den hotande successionenskrisen, även om problem skulle dyka upp igen, om något olyckligt skulle hända med barnet innan han kan bli far till en manlig avkomma. Hisahito var den enda mannen och arvingen i sin generation, och han skulle så småningom ha kunnat bli den enda medlemmen i den japanska kejserliga familjen.